# 克雷姆斯克區

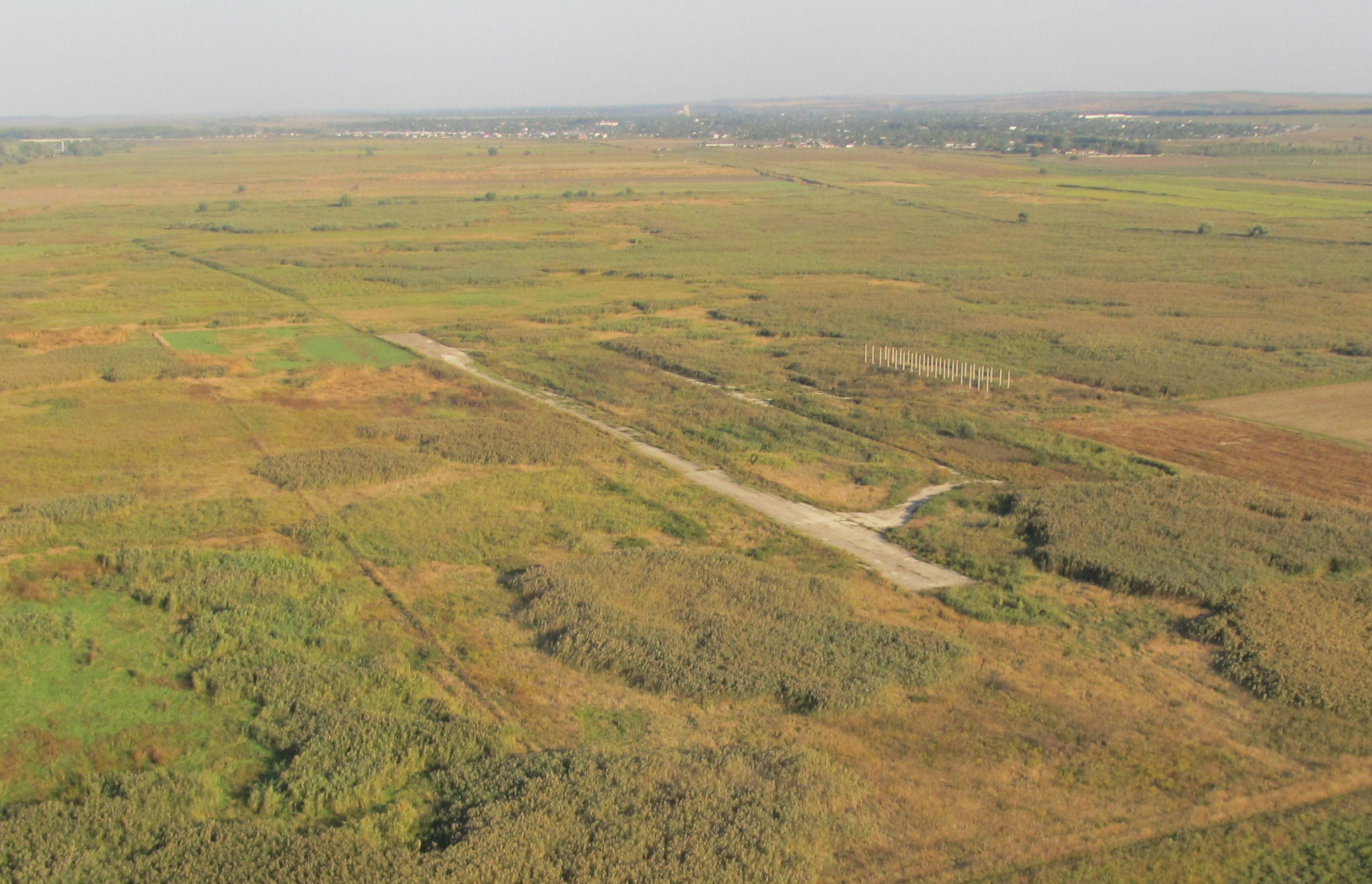

44°56′37″N 37°59′31″E / 44.94361°N 37.99194°E
克雷姆斯克區（俄语：Крымский район），是俄羅斯的一個區，位於該國西南部，由克拉斯諾達爾邊疆區負責管轄，面積1,601平方公里，2010年人口74,761，人口密度每平方公里46.7人。1939年，希腊自治区被废除并改名为克雷姆斯克區。